# ردپای رواناب
ردپای رواناب، کل رواناب سطحی است که یک سایت در طول یک سال تولید می‌کند. طبق تعریف آژانس حفاظت محیط زیست ایالات متحده آمریکا (EPA) ، آب‌های سطحی «آب باران و برف ذوب‌شده‌ای است که از خیابان‌ها، چمن‌ها و سایر مکان‌ها جاری می‌شود». مناطق شهری با غلظت بالای سطوح غیرقابل نفوذ مانند ساختمان‌ها، جاده‌ها و مسیرهای ماشین‌رو، حجم زیادی از رواناب تولید می‌کنند که می‌تواند منجر به سیل، سرریز فاضلاب و کیفیت پایین آب شود. از آنجایی که خاک در مناطق شهری می‌تواند فشرده شود و نرخ نفوذ پایینی داشته باشد، رواناب سطحی تخمین زده شده در ردپای رواناب نه تنها از سطوح غیرقابل نفوذ، بلکه از مناطق نفوذپذیر از جمله حیاط‌ها نیز می‌باشد. کل رواناب معیاری از سهم محل در مشکلات آب‌های سطحی در یک منطقه، به ویژه در مناطق شهری با سرریز فاضلاب است. تکمیل ردپای رواناب برای یک سایت به صاحب ملک این امکان را می‌دهد تا بفهمد کدام مناطق در سایت او بیشترین رواناب را تولید می‌کنند و چه سناریوهایی از راه‌حل‌های سبز آب‌های سطحی مانند بشکه‌های باران و باغ‌های بارانی در کاهش این رواناب و هزینه‌های آن برای جامعه مؤثرتر هستند.

## اهمیت
ردپای رواناب، معادل ردپای کربن/انرژی در آب‌های سطحی است. وقتی صاحبان خانه یا مشاغل، ممیزی انرژی یا ردپای کربن را انجام می‌دهند، متوجه می‌شوند که چگونه انرژی مصرف می‌کنند و یادمی‌گیرند که چگونه می‌توان این مصرف را از طریق اقدامات بهره‌وری انرژی کاهش داد. به همین ترتیب، ردپای رواناب به افراد این امکان را می‌دهد که رواناب سالانه پایه خود را محاسبه کرده و تأثیر راه‌حل‌های ایده‌آل سبز برای آب‌های سطحی را برای سایت خود ارزیابی کنند. از زمان تصویب قانون آب پاک در سال ۱۹۷۲، سازمان حفاظت محیط زیست (EPA) مسائل مربوط به آب‌های سطحی در مناطق شهری را رصد و تنظیم کرده است. شهرداری‌های سراسر ایالات متحده اکنون موظفند سیستم‌های بهداشتی و آب‌های سطحی را برای برآورده کردن الزامات EPA ارتقا دهند. کل هزینه این ارتقاءها در سراسر ایالات متحده از ۳۰۰۰ میلیارد دلار فراتر رفته است. رواناب آب‌های سطحی از هر ملک در یک منطقه می‌تواند به مشکلات کلی آب‌های سطحی از جمله سرریز شدن و آلودگی آب کمک کند. رواناب آب‌های سطحی، آلودگی غیر نقطه‌ای را به همراه دارد که یکی از دلایل اصلی مشکلات کیفیت آب است.
با تکمیل یک طرح پایش رواناب، صاحبان خانه و مشاغل می‌توانند در نظر بگیرند که چگونه راه‌حل‌های سبز آب‌های سطحی می‌توانند رواناب را در محل کاهش دهند. راه‌حل‌های سبز آب‌های سطحی (که زیرساخت سبز نیز نامیده می‌شوند) از «پوشش گیاهی، خاک و فرآیندهای طبیعی برای مدیریت آب و ایجاد محیط‌های شهری سالم‌تر استفاده می‌کنند. در مقیاس یک شهر یا شهرستان، زیرساخت سبز به مجموعه‌ای از مناطق طبیعی اشاره دارد که زیستگاه، حفاظت در برابر سیل، هوای پاک‌تر و آب پاک‌تری را فراهم می‌کند. در مقیاس یک محله یا محل، زیرساخت سبز به سیستم‌های مدیریت آب‌های سطحی اشاره دارد که با جذب و ذخیره آب، از طبیعت تقلید می‌کنند.» راهکارهای سبز برای مقابله با آب‌های سطحی شامل بیوسوال‌ها (باغ‌های بارانی جهت‌دار)، مخازن آب، سقف‌های سبز، سنگفرش‌های نفوذپذیر، بشکه‌های باران و باغ‌های بارانی می‌شود. طبق گزارش EPA، راهکارهای سبز در محل برای مدیریت آب‌های سطحی یا توسعه‌های کم‌اثر (LID) می‌توانند رواناب و ارتقاء زیرساخت‌های پرهزینه آب‌های سطحی/فاضلاب را به میزان قابل توجهی کاهش دهند.
راه‌حل‌های سبز برای مدیریت آب‌های سطحی همچنین می‌توانند مصرف انرژی را کاهش دهند. تصفیه و پمپاژ آب یک فعالیت انرژی‌بر است. طبق گزارش شبکه رودخانه‌ها، ایالات متحده سالانه حداقل ۵۲۱ میلیون مگاوات ساعت برای مصارف مرتبط با آب مصرف می‌کند که معادل ۱۳٪ از مصرف برق کشور است آب آشامیدنی باید تصفیه و سپس به مصرف‌کننده پمپ شود. فاضلاب قبل از تخلیه تصفیه می‌شود. در مناطقی که سیستم‌های فاضلاب ترکیبی یا سیستم‌های فاضلاب جداگانه قدیمی با جریان ورودی و نفوذ بالا دارند، آب‌های سطحی نیز در تصفیه‌خانه‌های فاضلاب تصفیه می‌شوند. با جمع‌آوری رواناب آب‌های سطحی در محل و در بشکه‌های آب باران و مخازن، می‌توان مصرف آب آشامیدنی برای آبیاری و تأثیر انرژی مربوطه را کاهش داد. کاهش رواناب حاصل از انواع راهکارهای سبز برای آب‌های سطحی، آب‌های سطحی که ممکن است در نهایت به تصفیه‌خانه فاضلاب در مناطقی با سیستم‌های فاضلاب ترکیبی یا فاضلاب‌های جداگانه قدیمی برسند را کاهش می‌دهد.

## تکمیل ردپای رواناب
روش‌های متعددی برای تکمیل ردپای رواناب وجود دارد. ساده‌ترین روش‌ها شامل استفاده از ضریب رواناب است که طبق گفته هیئت کنترل منابع آب ایالت کالیفرنیا «یک ضریب بدون بعد است که میزان رواناب را به میزان بارندگی دریافتی مرتبط می‌کند. این ضریب برای مناطقی با نفوذ کم و رواناب زیاد (پیاده‌رو، شیب تند) مقدار بیشتری و برای مناطق نفوذپذیر و دارای پوشش گیاهی خوب (جنگل، زمین مسطح) مقدار کمتری دارد.» ضرایب رواناب برای انواع مختلف سطوح در یک سایت را می‌توان در مساحت هر سطح به همراه بارندگی سالانه ضرب کرد تا یک ردپای تقریبی رواناب ایجاد شود. اگر ضریب رواناب و مساحت راهکارهای سبز پیشنهادی برای آب‌های سطحی مانند باغ‌های بارانی و جوی‌های زیستی برای محل مشخص باشد، می‌توان میزان کاهش رواناب کلی ناشی از این بهبودها را تخمین زد.
ابزارهای دقیق‌تری برای اندازه‌گیری ردپای رواناب وجود دارد. با استفاده از مدل‌سازی کامپیوتری و داده‌های دقیق آب و هوایی، می‌توان ردپای پیچیده رواناب را آسان کرد. میزان آلودگی در رواناب آب‌های سطحی را می‌توان تخمین زد و اثرات ترکیبی از راه‌حل‌های سبز آب‌های سطحی را می‌توان ارزیابی کرد. انجمن رودخانه جیمز در ویرجینیای مرکزی ابزاری آنلاین ارائه می‌دهد که در آن مالکان املاک در حوزه آبخیز رودخانه جیمز می‌توانند گزارش آلودگی رواناب مختص به محل را تهیه کنند. MyRunoff.org یک محاسبه‌گر آنلاین ردپای رواناب را برای مالکان املاک در سراسر ایالات متحده فراهم می‌کند تا رواناب پایه خود و میزان کاهش آن را از سناریوهای مختلف بشکه‌های باران و باغ‌های باران تخمین بزنند. سازمان حفاظت محیط زیست آمریکا (EPA) در ژوئیه ۲۰۱۳، ابزار محاسبه‌گر ملی آب‌های سطحی را راه‌اندازی کرد که یک برنامه دسکتاپ برای ویندوز است و به کاربران امکان می‌دهد تا تأثیر سالانه طیف وسیعی از راه‌حل‌های سبز آب‌های سطحی را مدل‌سازی کنند.